# Distrito de Mortagne-au-Perche
El distrito de Mortagne-au-Perche es un distrito (en francés arrondissement) de Francia, que se localiza en el departamento de Orne, de la región de Normandía (en francés Basse-Normandie). Cuenta con 12 cantones y 146 comunas.

## División territorial

### Cantones
Los cantones del distrito de Mortagne-au-Perche son:
1. Cantón de L'Aigle-Est
2. Cantón de L'Aigle-Ouest
3. Cantón de Bazoches-sur-Hoëne
4. Cantón de Bellême
5. Cantón de Longny-au-Perche
6. Cantón de Mortagne-au-Perche
7. Cantón de Moulins-la-Marche
8. Cantón de Nocé
9. Cantón de Pervenchères
10. Cantón de Rémalard
11. Cantón de Le Theil
12. Cantón de Tourouvre

### Comunas
| 1. L'Aigle (61214)                         | 2. Appenai-sous-Bellême (61005)          | 3. Les Aspres (61422)                  | 4. Aube (61008)                            |
| 5. Auguaise (61012)                        | 6. Autheuil (61016)                      | 7. Barville (61026)                    | 8. Bazoches-sur-Hoëne (61029)              |
| 9. Beaufai (61032)                         | 10. Beaulieu (61034)                     | 11. Bellavilliers (61037)              | 12. Bellou-le-Trichard (61041)             |
| 13. Bellou-sur-Huisne (61042)              | 14. Bellême (61038)                      | 15. Berd'huis (61043)                  | 16. Bivilliers (61045)                     |
| 17. Bizou (61046)                          | 18. Boissy-Maugis (61050)                | 19. Bonnefoi (61052)                   | 20. Bonsmoulins (61053)                    |
| 21. Boëcé (61048)                          | 22. Bresolettes (61059)                  | 23. Brethel (61060)                    | 24. Bretoncelles (61061)                   |
| 25. Bubertré (61065)                       | 26. Buré (61066)                         | 27. Ceton (61079)                      | 28. Champeaux-sur-Sarthe (61087)           |
| 29. Champs (61090)                         | 30. Chandai (61092)                      | 31. La Chapelle-Montligeon (61097)     | 32. La Chapelle-Souëf (61099)              |
| 33. La Chapelle-Viel (61100)               | 34. Chemilli (61105)                     | 35. Colonard-Corubert (61112)          | 36. Comblot (61113)                        |
| 37. Condeau (61115)                        | 38. Condé-sur-Huisne (61116)             | 39. Corbon (61118)                     | 40. Coulimer (61121)                       |
| 41. Coulonges-les-Sablons (61125)          | 42. Courcerault (61128)                  | 43. Courgeon (61129)                   | 44. Courgeoût (61130)                      |
| 45. Crulai (61140)                         | 46. Dame-Marie (61142)                   | 47. Dancé (61144)                      | 48. Dorceau (61147)                        |
| 49. Eperrais (61154)                       | 50. Fay (61159)                          | 51. Feings (61160)                     | 52. La Ferrière-au-Doyen (61162)           |
| 53. Les Genettes (61187)                   | 54. Le Gué-de-la-Chaîne (61196)          | 55. Gémages (61185)                    | 56. L'Hermitière (61204)                   |
| 57. L'Hôme-Chamondot (61206)               | 58. Igé (61207)                          | 59. Irai (61208)                       | 60. La Lande-sur-Eure (61220)              |
| 61. Lignerolles (61226)                    | 62. Loisail (61229)                      | 63. Longny-au-Perche (61230)           | 64. La Madeleine-Bouvet (61241)            |
| 65. Le Mage (61242)                        | 66. Mahéru (61244)                       | 67. Maison-Maugis (61245)              | 68. Malétable (61247)                      |
| 69. Marchainville (61250)                  | 70. Mauves-sur-Huisne (61255)            | 71. Les Menus (61274)                  | 72. La Mesnière (61277)                    |
| 73. Monceaux-au-Perche (61280)             | 74. Montgaudry (61286)                   | 75. Mortagne-au-Perche (61293)         | 76. Moulicent (61296)                      |
| 77. Moulins-la-Marche (61297)              | 78. Moussonvilliers (61299)              | 79. Moutiers-au-Perche (61300)         | 80. Mâle (61246)                           |
| 81. Le Ménil-Bérard (61259)                | 82. Neuilly-sur-Eure (61305)             | 83. Nocé (61309)                       | 84. Normandel (61311)                      |
| 85. Origny-le-Butin (61318)                | 86. Origny-le-Roux (61319)               | 87. Parfondeval (61322)                | 88. Le Pas-Saint-l'Homer (61323)           |
| 89. La Perrière (61325)                    | 90. Pervenchères (61327)                 | 91. Le Pin-la-Garenne (61329)          | 92. La Poterie-au-Perche (61335)           |
| 93. Pouvrai (61336)                        | 94. Préaux-du-Perche (61337)             | 95. Prépotin (61338)                   | 96. Rai (61342)                            |
| 97. Randonnai (61343)                      | 98. La Rouge (61356)                     | 99. Rémalard (61345)                   | 100. Réveillon (61348)                     |
| 101. Saint-Agnan-sur-Erre (61359)          | 102. Saint-Aquilin-de-Corbion (61363)    | 103. Saint-Aubin-de-Courteraie (61367) | 104. Saint-Aubin-des-Grois (61368)         |
| 105. Saint-Cyr-la-Rosière (61379)          | 106. Saint-Denis-sur-Huisne (61381)      | 107. Saint-Fulgent-des-Ormes (61388)   | 108. Saint-Germain-de-Martigny (61396)     |
| 109. Saint-Germain-de-la-Coudre (61394)    | 110. Saint-Germain-des-Grois (61395)     | 111. Saint-Hilaire-le-Châtel (61404)   | 112. Saint-Hilaire-sur-Erre (61405)        |
| 113. Saint-Hilaire-sur-Risle (61406)       | 114. Saint-Jean-de-la-Forêt (61409)      | 115. Saint-Jouin-de-Blavou (61411)     | 116. Saint-Julien-sur-Sarthe (61412)       |
| 117. Saint-Langis-lès-Mortagne (61414)     | 118. Saint-Mard-de-Réno (61418)          | 119. Saint-Martin-d'Écublei (61423)    | 120. Saint-Martin-des-Pézerits (61425)     |
| 121. Saint-Martin-du-Vieux-Bellême (61426) | 122. Saint-Maurice-lès-Charencey (61429) | 123. Saint-Maurice-sur-Huisne (61430)  | 124. Saint-Michel-Tuboeuf (61432)          |
| 125. Saint-Ouen-de-Sécherouvre (61438)     | 126. Saint-Ouen-de-la-Cour (61437)       | 127. Saint-Ouen-sur-Iton (61440)       | 128. Saint-Pierre-des-Loges (61446)        |
| 129. Saint-Pierre-la-Bruyère (61448)       | 130. Saint-Quentin-de-Blavou (61450)     | 131. Saint-Sulpice-sur-Risle (61456)   | 132. Saint-Symphorien-des-Bruyères (61457) |
| 133. Saint-Victor-de-Réno (61458)          | 134. Sainte-Céronne-lès-Mortagne (61373) | 135. Soligny-la-Trappe (61475)         | 136. Suré (61476)                          |
| 137. Sérigny (61471)                       | 138. Le Theil (61484)                    | 139. Tourouvre (61491)                 | 140. Vaunoise (61498)                      |
| 141. La Ventrouze (61500)                  | 142. Verrières (61501)                   | 143. Vidai (61502)                     | 144. Villiers-sous-Mortagne (61507)        |
| 145. Vitrai-sous-Laigle (61510)            | 146. Écorcei (61151)                     |                                        |                                            |